# إدارة ماجدالينا
إدارة ماجدالينا واحدة من 32 إدارة في كولومبيا، كانت واحدة من التسع ولايات الأصلية التي شكلت الولايات المتحدة الكولومبية. تقع في شمال البلاد، في منطقة البحر الكاريبي الكولومبية. سانتا ماريا هي عاصمة هذه المقاطعة. ويرجع أصل تسمية المقاطعة إلى نهر ماجدالينا الذي يمر بالجانب الغربي منها. ويحدها من الشمال البحر الكاريبي ومن الجنوب مقاطعة بوليبار والشرق مع دائرتي ثيسار ولا جواخيرا ومن الغرب مقاطعتي أتلانتيكو وبوليبار. وتغطي أراضيها مساحة قدرها 24182 كم ²، وهي مقاطعة قريبة الشبه بجزيرة سردينيا في إيطاليا.